# Vuelta Ciclista del Uruguay 1950
La 7ª edición de la Vuelta Ciclista del Uruguay se desarrolló entre el 1 y el 9 de abril de 1950. Se recorrieron 1492 kilómetros en 10 etapas, siendo el vencedor Virgilio Pereyra del club Belvedere.

## Etapas
| Etapa      | Fecha      | Recorrido            | Km    | Ganador de la etapa          | Líder de la clasificación general |
| 1.ª etapa  | 1 de abril | Montevideo-San José  | 105.1 | Virgilio Pereyra (Belvedere) | Virgilio Pereyra (Belvedere)      |
| 2.ª etapa  | 1 de abril | San José-Colonia     | 117.9 | Juan Silva (Rocha)           | Virgilio Pereyra (Belvedere)      |
| 3.ª etapa  | 2 de abril | Colonia-Mercedes     | 209   | Virgilio Pereyra (Belvedere) | Virgilio Pereyra (Belvedere)      |
| 4.ª etapa  | 3 de abril | Mercedes-Paysandú    | 119.6 | Primo Zuccotti (Italia)      | Virgilio Pereyra (Belvedere)      |
| 5.ª etapa  | 4 de abril | Paysandú-Trinidad    | 200.1 | Virgilio Pereyra (Belvedere) | Virgilio Pereyra (Belvedere)      |
| 6.ª etapa  | 5 de abril | Trinidad-Florida     | 138   | Primo Zuccotti (Italia)      | Virgilio Pereyra (Belvedere)      |
| 7.ª etapa  | 6 de abril | Florida-Minas        | 153   | Primo Zuccotti (Italia)      | Virgilio Pereyra (Belvedere)      |
| 8.ª etapa  | 7 de abril | Minas-Rocha          | 167   | Hugo Machado (Peñarol)       | Virgilio Pereyra (Belvedere)      |
| 9.ª etapa  | 8 de abril | Rocha-Maldonado      | 105.5 | Mario Debenedetti (Italia)   | Virgilio Pereyra (Belvedere)      |
| 10.ª etapa | 9 de abril | Maldonado-Montevideo | 177   | Primo Zuccotti (Italia)      | Virgilio Pereyra (Belvedere)      |

## Clasificaciones finales
| \| 1. \| Virgilio Pereyra \| Uruguay \| Belvedere Uruguay \| 43h 13' 02s \| \| 2. \| Primo Zuccotti \| Italia \| Italia Italia \| a 50" \| \| 3. \| Mario Debenedetti \| Italia \| Italia Italia \| a 1' 01" \| \| 4. \| Próspero Barrios \| Uruguay \| Rocha Uruguay \| a 9' 44" \| \| 5. \| Serasi Ghan \| Uruguay \| San José Uruguay \| a 29' 32" \| \| 6. \| Hugo Machado \| Uruguay \| Peñarol Uruguay \| a 31' 48" \| \| 7. \| Luis Ángel de los Santos \| Uruguay \| Belvedere Uruguay \| a 48' 22" \| \| 8. \| Francisco Orrego \| Uruguay \| Carolino (Maldonado) Uruguay \| a 1h 00' 28" \| \| 9. \| Aníbal Donatti \| Uruguay \| Welcome (La Paz) Uruguay \| a 1h 17' 17" \| \| 10. \| Justo Lucerna \| Uruguay \| Carmelo Uruguay \| a 1h 20' 57" \| |                          |         |                              |              |
| 1. | Virgilio Pereyra         | Uruguay | Belvedere Uruguay            | 43h 13' 02s  |
| 2. | Primo Zuccotti           | Italia  | Italia Italia                | a 50"        |
| 3. | Mario Debenedetti        | Italia  | Italia Italia                | a 1' 01"     |
| 4. | Próspero Barrios         | Uruguay | Rocha Uruguay                | a 9' 44"     |
| 5. | Serasi Ghan              | Uruguay | San José Uruguay             | a 29' 32"    |
| 6. | Hugo Machado             | Uruguay | Peñarol Uruguay              | a 31' 48"    |
| 7. | Luis Ángel de los Santos | Uruguay | Belvedere Uruguay            | a 48' 22"    |
| 8. | Francisco Orrego         | Uruguay | Carolino (Maldonado) Uruguay | a 1h 00' 28" |
| 9. | Aníbal Donatti           | Uruguay | Welcome (La Paz) Uruguay     | a 1h 17' 17" |
| 10. | Justo Lucerna            | Uruguay | Carmelo Uruguay              | a 1h 20' 57" |